# Bor station

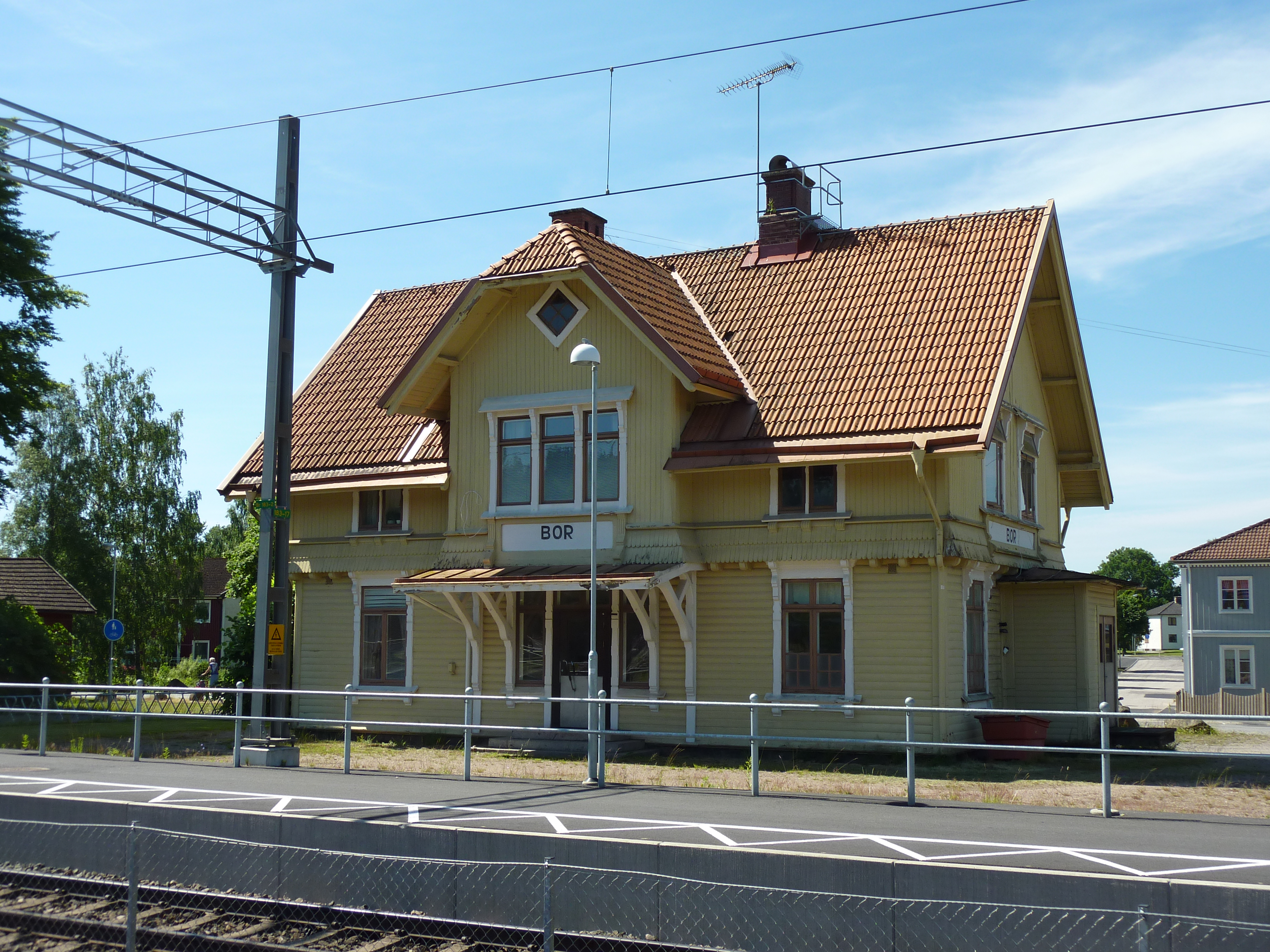
Det anrika stationshuset ligger vid stationens första spår, precis intill Bor centrum.

Bor station är en järnvägsstation längs kust till kust-banan i samhället Bor, Värnamo kommun, omkring en mil sydost om Värnamo. Krösatågen på linjen Värnamo-Alvesta-Växjö gör uppehåll vid stationen. I anslutning till stationens första spår finns även busshållplats för ersättningstrafik och linjebuss Rydaholm-Värnamo.

## Stationshuset
Ursprungligen var stationshuset rödmålat, men är numera gult. Stationshusets nedervåning inhyser numera kaféverksamhet.

## Planlösning och tillgänglighet
Stationen utgörs av två spår med tillhörande perronger (spår 1 närmast centrum respektive 2 mot Ångloksvägen). Förflyttning mellan de två perrongerna görs genom gång- och cykeltunneln som finns en bit bort. På var sida finns väntkur samt upplyst digital tidtabell med utrop av trafikinformation. Alla områden finns tillgängliga för rullstolsbundna. 

## Bor Norra
Mellan 1907 och 1910 byggdes den så kallade Ohsabanan för transporterna till och från bruket i Os. Den smalspåriga banan mötte det normalspåriga nätet där godset lastades om vid stationen Bor Norra precis intill den normalspåriga stationen. Tidigare hade änden av banan närmast Bor varit en kort hästbana till ett sågverk vid Tagel, vid sjön Hindsens södra spets. Den införlivades sedan i Ohsabanan. Idag är banan en museijärnväg.